# استورجن (مینه‌سوتا)
استورجن (به انگلیسی: Sturgeon) یک منطقهٔ مسکونی در ایالات متحده آمریکا است که در شهرستان سنت لوئیس، مینه‌سوتا واقع شده‌است. استورجن ۳۰ نفر جمعیت دارد و ۳۹۶٫۸۵ متر بالاتر از سطح دریا قرار دارد.